# مقاطعة دانوسا
دانوسا هي مدينة من مدن النيبال. يبلغ عدد سكانها 654,777 نسمة، وذلك حسب إحصائيات سنة 2011م. تبلغ مساحتها 1180 كم².